# Aleph (album, Terry Riley)
Aleph je studiové album amerického hudebníka a skladatele Terryho Rileyho. Vydáno bylo 31. ledna roku 2012 společností Tzadik Records. Riley nahrávku pořídil v roce 2008 na syntezátor Korg Triton Studio 88 naladěný na saxofonový rejstřík. Původně vznikla pro projekt, který organizoval hudebník a skladatel John Zorn v sanfranciském Židovském muzeu.

## Seznam skladeb
Autorem všech skladeb je Terry Riley.
| Pořadí         | Název          | Délka  |
| -------------- | -------------- | ------ |
| 1.             | Aleph Part 1   | 45:47  |
| 2.             | Aleph Part 2   | 67:48  |
| Celková délka: | Celková délka: | 113:35 |

## Obsazení
- Terry Riley – syntezátor (Korg Triton Studio 88), producent, nahrávání, kresby

&
- John Zorn – výkonný producent
- Kazunori Sugiyama – spolupracující producent
- Scott Hull – mastering
- Terlaugh O'Rahalleigh – poznámky k albu
- Heung-Heung Chin – design
- Chris Felver – fotografie (portrét)